# Georges d'Aubusson de La Feuillade
Georges d’Aubusson de la Feuillade, né à Aubusson en 1609 ; mort le 12 mai 1697 à Metz fut archevêque d'Embrun puis évêque de Metz.

## Biographie
Georges d’Aubusson de la Feuillade naît en 1609, il est le fils de François II comte d'Aubusson et d'Élisabeth Brachet de Pérusse, le frère de François III d'Aubusson, maréchal-duc de La Feuillade et l'oncle de Louis d'Aubusson, duc de La Feuillade, dit le maréchal-duc de La Feuillade. 
Licencié en théologie il devient archevêque d'Embrun de 1649 à 1668 et abbé commendataire de Joyenval en 1668 de Saint-Jean de Laon et de l'abbaye Saint-Loup de Troyes.
Il est très insistant à l'assemblée du clergé de 1651 pour sévir contre les protestants. Ambassadeur ordinaire à Venise en 1661 et ambassadeur extraordinaire en Espagne de 1661 à 1664, c'est lui qui décida Philippe IV d'Espagne, à envoyer en France un ambassadeur extraordinaire, Marques de la Fuente, pour réparer publiquement l'offense commise le 10 octobre 1661 par le baron de Watteville envers le comte d'Estrades, ambassadeur de France en Angleterre. 
Il devint ensuite le 91e évêque de Metz, en conservant à titre viager son rang d'archevêque, de 1669 à 1697, et conseiller d'État d'église.
Premier évêque de Metz à y résider depuis la mort d'Anne de Pérusse d'Escars, cardinal de Givry en 1612, Georges d’Aubusson de la Feuillade est un convaincu de la réforme tridentine. Il mène personnellement une campagne de visites paroissiales systématique au début des années 1670. Hostile au protestantisme il fait appliquer sans états d'âme la révocation de l'Édit de Nantes (1685). Les rangs des huguenots, qui formaient presque la moitié de la population de Metz au début du XVIIe siècle, avaient déjà été sérieusement amoindris depuis. Là, ils disparaissent.
En 1696, Dangeau : "On mande de Metz que M. l’évêque de Metz a perdu toute connoissance; on le croit mort présentement". Cet évêché vaut du moins 25 000 écus de rente. L'année, suivante, en 1697 : "M. de Metz étoit mort à Metz le 12 de ce mois [de mai], outre cet évêché qui vaut 80,000 livres de rente, il a plusieurs abbayes et une pension sur l'archevêché d'Embrun, qu'il garda quand il s'en démit ; il étoit commandeur de l'ordre, de la promotion de 1662, et avoit une place de conseiller d'État d'Église; il laisse une grosse succession, et le duc de la Feuillade est son unique héritier." 
Une sombre affaire est révélée en 1696 : alors qu'il est sénile, son neveu le duc de la Feuillade pille ses coffres « de crainte que ses domestiques n'en profitent pour le faire ». Il prend plus de 80 000 livres. Saint-Simon décrit le prélat comme familier du roi, avare et plaisantant facilement de sa propre avarice. Il était devenu sénile trois ou quatre ans avant sa mort.